# Лейнсборо (Массачусетс)
Лейнсборо (англ. Lanesborough) — місто (англ. town) в США, в окрузі Беркшир штату Массачусетс. Населення — 3038 осіб (2020).

## Демографія
Згідно з переписом 2010 року, у місті мешкала 3091 особа в 1291 домогосподарстві у складі 863 родин. Було 1478 помешкань
Расовий склад населення:
| - 96,9 % — білих - 1,4 % — чорних або афроамериканців - 0,6 % — азіатів |

До двох чи більше рас належало 0,8 %. Частка іспаномовних становила 1,3 % від усіх жителів.
За віковим діапазоном населення розподілялося таким чином: 20,6 % — особи молодші 18 років, 62,8 % — особи у віці 18—64 років, 16,6 % — особи у віці 65 років та старші. Медіана віку мешканця становила 46,2 року. На 100 осіб жіночої статі у місті припадало 96,9 чоловіків;  на 100 жінок у віці від 18 років та старших — 95,1 чоловіків також старших 18 років.
Середній дохід на одне домашнє господарство  становив 87 831 долар США (медіана — 76 016), а середній дохід на одну сім'ю — 106 239 доларів (медіана — 90 000). Медіана доходів становила 52 717 доларів для чоловіків та 49 708 доларів для жінок. За межею бідності перебувало 4,9 % осіб, у тому числі 0,0 % дітей у віці до 18 років та 0,0 % осіб у віці 65 років та старших.
Цивільне працевлаштоване населення становило 1613 осіб. Основні галузі зайнятості: освіта, охорона здоров'я та соціальна допомога — 32,7 %, роздрібна торгівля — 13,4 %, виробництво — 9,1 %, фінанси, страхування та нерухомість — 7,8 %.